# Хегне (тауншип, Миннесота)
Хегне (англ. Hegne) — тауншип в округе Норман, Миннесота, США. На 2000 год его население составило 48 человек.

## География
По данным Бюро переписи населения США площадь тауншипа составляет 92,1 км², из которых 92,1 км² занимает суша, водоёмов нет.

## Демография
По данным переписи населения 2000 года здесь находились 48 человек, 23 домохозяйства и 16 семей. Плотность населения —  0,5 чел./км². На территории тауншипа расположено 33 постройки со средней плотностью 0,4 построек на один квадратный километр. Расовый состав населения: 100,00 % белых.
Из 23 домохозяйств в 21,7 % воспитывались дети до 18 лет, в 60,9 % проживали супружеские пары, в 4,3 % проживали незамужние женщины и в 30,4 % домохозяйств проживали несемейные люди. 30,4 % домохозяйств состояли из одного человека, при том 17,4 % из — одиноких пожилых людей старше 65 лет. Средний размер домохозяйства — 2,09, а семьи — 2,56 человека.
14,6 % населения — младше 18 лет, 4,2 % — в возрасте от 18 до 24 лет, 14,6 % — от 25 до 44, 41,7 % — от 45 до 64, и 25,0 % — старше 65 лет. Средний возраст — 50 лет. На каждые 100 женщин приходилось 108,7 мужчин. На каждые 100 женщин старше 18 приходилось 86,4 мужчин.
Средний годовой доход домохозяйства составлял 31 875 долларов, а средний годовой доход семьи —  45 417 долларов. Средний доход мужчин —  16 875  долларов, в то время как у женщин — 19 375. Доход на душу населения составил 17 776 долларов. За чертой бедности находились 11,8 % семей и 8,2 % всего населения тауншипа, из которых 16,7 % старше 65 лет.